# Graham Brookhouse
Graham Brookhouse (né le 19 juin 1962 à Birmingham) est un pentathlonien britannique, médaillé olympique en 1988.

## Palmarès

### Jeux olympiques d'été
- Pentathlon moderne aux Jeux olympiques d'été de 1988, à Séoul
  -  Médaille de bronze en équipe[1]